# 宮崎県信用漁業協同組合連合会
宮崎県信用漁業協同組合連合会（みやざきけんしんようぎょぎょうきょうどうくみあいれんごうかい）は、宮崎県宮崎市に本所を置いていた、宮崎県内の漁業協同組合の信用事業を統括する都道府県域漁協系金融機関であり、県内漁業協同組合を会員とする。通称は「JF宮崎信漁連」。統一金融機関コードは9494。

## 沿革
- 2021年4月 - 本会とともに九州各地の信漁連が統合され、九州信用漁業協同組合連合会となり、消滅。

## 店舗所在地
店舗は本所及び支所3店である。
- 本所（001）／宮崎県宮崎市港二丁目6番地
- 北浦支所（021）／宮崎県延岡市北浦町市振541番地4
- 庵川支所（091）／宮崎県東臼杵郡門川町庵川西六丁目188番地
- 南郷支所（211）／宮崎県日南市南郷町中村乙4614番地3

## 信用事業取扱漁協
以下の漁協は、信用事業を取り扱う当会の代理店である（現在は日南市漁業協同組合以外は廃止）。
- 島浦町漁業協同組合
- 川南町漁業協同組合
- 串間市漁業協同組合
- 日南市漁業協同組合
- 日向市漁業協同組合
- 宮崎漁業協同組合